# Benevakantizem
Benevakantizem (prekrivanka iz 'Benedikt' in 'sedisvakanca') je obrobno prepričanje nekaterih katoličanov, da odstop papeža Benedikta XVI. ni veljaven, da je ostal papež ter da je tako papež Frančišek nezakonito izvoljeni protipapež. Privrženci teorije so 'benevakantisti'. Teorija se je prvič pojavila med konzervativnimi katoličani kmalu po izvolitvi papeža Frančiška zaradi njegove liberalnejše teologije. Benevakantisti predpostavljajo, da je Benediktov odstop neveljaven zaradi njegovega površnega razumevanja papeževanja ali zaradi zunanjih vplivov, ki naj bi povzročili nesvoboden odstop papeža. Po Benediktovi smrti so nekateri benevakantisti za papeža priznali Frančiška, nekateri pa so predpostavili sedevakantizem.